# Financiamento climático em São Tomé e Príncipe
O financiamento climático em São Tomé e Príncipe consiste em iniciativas para enfrentar os impactos das mudanças climáticas que ameaçam o país. Enquanto pequeno Estado insular, o arquipélago é altamente vulnerável a eventos extremos, como elevação do nível do mar, erosão costeira e chuvas intensas. Segundo o Índice ND-GAIN, São Tomé e Príncipe apresenta alta vulnerabilidade e baixa capacidade de adaptação, colocando em evidência a necessidade urgente de ações eficazes.
Para reduzir a dependência de combustíveis fósseis, o país tem investido em energia renovável. Em 2022, foi inaugurada a primeira central fotovoltaica em Santo Amaro. Este projeto visa promover a energia limpa e sustentável.
Está também em andamento o Projeto de Acesso à Energia Limpa e Sustentável, financiado pelo Banco Mundial, Banco Africano de Desenvolvimento e Japão. Este projeto prevê a instalação de uma central fotovoltaica de 10 MW em São Tomé e três pequenas centrais na ilha do Príncipe, visando aumentar o acesso à energia sustentável e reduzir os custos com combustíveis.
Essas iniciativas refletem o compromisso de São Tomé e Príncipe em fortalecer a resiliência climática e promover o desenvolvimento sustentável. Através de parcerias internacionais e investimentos em energia renovável, o país busca mitigar os efeitos das mudanças climáticas e garantir um futuro mais seguro para sua população.

## Contexto climático e vulnerabilidades

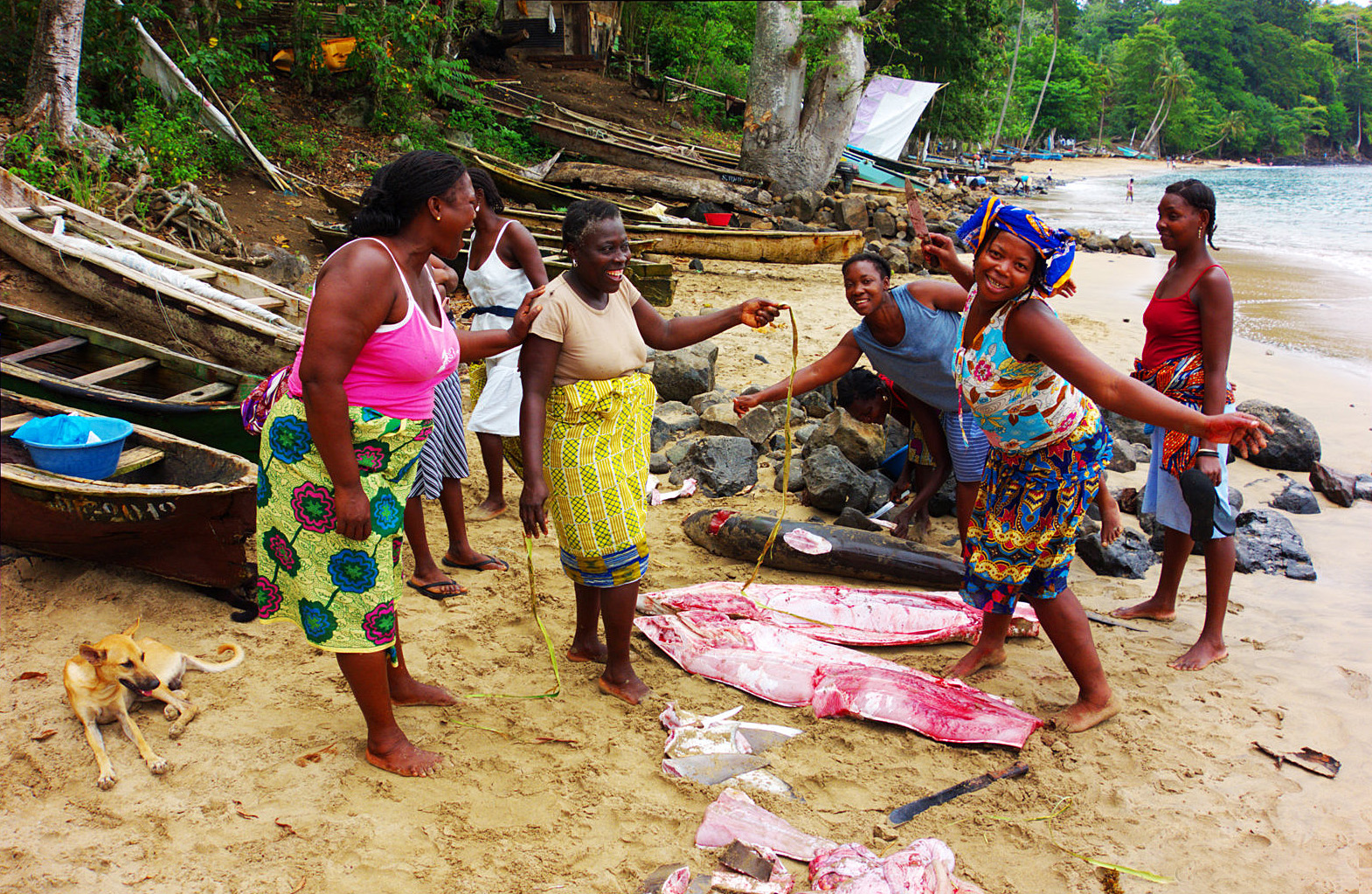
Pescadoras em Santana.

São Tomé e Príncipe ocupa uma posição de destaque no Índice ND‑GAIN, evidenciando alta vulnerabilidade e baixa prontidão para agir. Segundo o ND‑GAIN, o país está entre as nações mais vulneráveis, com pouca capacidade institucional para absorver e adaptar-se a choques climáticos. Como um pequeno país insular, enfrenta erosão costeira intensa: avanços do mar, tempestades regulares que degradam praias e danos à infraestrutura litorânea, agravados pela elevação do nível do mar.
Além disso, a erosão do solo e a degradação terrestre, impulsionadas pelo abate florestal com fins comercias e práticas agrícolas insustentáveis, têm provocado assoreamento das bacias hidrográficas e perda de fertilidade do solo, ameaçando a subsistência agrícola tradicional. A acidificação oceânica, decorrente do aumento de CO₂ dissolvido, vem comprometendo os recifes de coral e reduzindo a produtividade da pesca artesanal, setor vital para a alimentação e rendimento locais.
As comunidades costeiras de São Tomé e Príncipe enfrentam recorrentes enchentes urbanas e rurais — algumas áreas alagam até dez vezes ao ano — provocando deslizamentos de terra e danificando estradas, pontes e sistemas de saneamento básico. Períodos de estiagem severa reduzem drasticamente a produtividade agrícola, sobretudo de cacau e banana, principais produtos de exportação e subsistência.
O setor turístico, desenvolvido em torno das belezas naturais e do ecoturismo costeiro, também é vulnerável: danos a praias, trilhas inundadas e perda de atrativos marinhos reduzem visitantes e receitas, afectando cadeias de serviços locais.
Segundo dados da Agência Internacional para as Energias Renováveis, São Tomé e Príncipe não possuía, até ao final de 2021, qualquer capacidade instalada de geração solar ligada à rede eléctrica. De acordo com o Banco Mundial, cerca de 76% da população do país tem acesso à eletricidade, com aproximadamente 92% da energia consumida proveniente de gasóleo importado.

## Financiamento público
O Projeto de Apoio às Fileiras Agrícolas de Exportação (PAFAE), financiado pela União Europeia e implementado pelo Instituto Marquês de Valle Flôr em parceria com o Ministério da Agricultura, dedicou 217.678 euros à construção de uma central fotovoltaica de 65 kW no Centro de Investigação Agroeconómica e Tecnológica (CIAT), visando garantir a sustentabilidade energética de infraestruturas de investigação agronómica.
Em paralelo, o Projeto de Acesso a Energia Limpa e Sustentável, orçado em 60,7 milhões de dólares, financiado pelo Banco Mundial (47,7 milhões), Banco Africano de Desenvolvimento (13 milhões) e Japão (2,8 milhões), prevê a instalação de uma central fotovoltaica de 10 MW para reforço da rede nacional.
Para aumentar a resiliência a inundações, a Direção de Ambiente e Clima do Ministério do Ambiente prepara, com financiamento do Fundo Global para o Meio Ambiente (15 milhões de dólares mais contrapartida nacional), intervenções em zonas urbanas vulneráveis, incluindo sistemas de gestão de águas pluviais e reforço de infraestruturas hídricas. Adicionalmente, em 2025, o Governo lançou planos de subvenções baseadas no desempenho ao nível municipal para obras de infraestrutura verde, ampliando a capacidade local de resposta a eventos extremos.

## Financiamento privado
O financiamento climático por parte de intervenientes privados em África, incluindo São Tomé e Príncipe, continua aquém do necessário. O Banco Africano de Desenvolvimento destaca que, embora existam oportunidades, o envolvimento do setor privado continua atrasado em relação ao financiamento público, sendo essencial criar condições que reduzam os riscos e incentivem investimentos privados em projetos verdes.
A Conferência Internacional sobre Financiamento Ambiental Inovador, realizada na Ilha do Príncipe em março de 2024, enfatizou a necessidade de atrair investimentos privados para a conservação da biodiversidade e o desenvolvimento sustentável em São Tomé e Príncipe. O evento reuniu representantes do governo, sociedade civil e setor privado para discutir mecanismos de financiamento verde e azul, visando fortalecer a resiliência climática do país.

## Cooperação internacional e financiamento externo
Em 2022, foi lançado um projeto-piloto de 540 kWp de geração solar para comunidades isoladas, orçado em cerca de 690 mil dólares americanos e cofinanciado pelo PNUD e Banco Africano de Desenvolvimento com capacitação de quadros técnicos locais para operação e manutenção. O projeto foi instalado na central térmica a gasóleo de Santo Amaro, no distrito de Lobata, no norte da ilha de São Tomé, sendo foi concluído em Agosto do mesmo ano. No início de junho de 2025, foi inaugurada na mesma central e no âmbito do mesmo tipo de parceria e financiamento a primeira central híbrida solar‑gasóleo de 1,2 MW, formando o primeiro conjunto de centrais solares integradas no arquipélago, com o objetivo de reduzir o uso do gasóleo, cortar emissões e estabelecer um modelo replicável de transição energética na região.
O país tem procurado apoio internacional para implementar projetos de adaptação e mitigação das mudanças climáticas, reconhecendo sua vulnerabilidade como um pequeno Estado insular em desenvolvimento. Durante a Conferência das Nações Unidas sobre Mudança Climática (COP30), no Brasil, São Tomé e Príncipe pretende reforçar a cooperação internacional para o financiamento climático. O ministro da Economia e Finanças, Gareth Guadalupe, afirmou que o país buscará apoio internacional para seus projetos de desenvolvimento sustentável durante o evento.

## Principais setores beneficiados

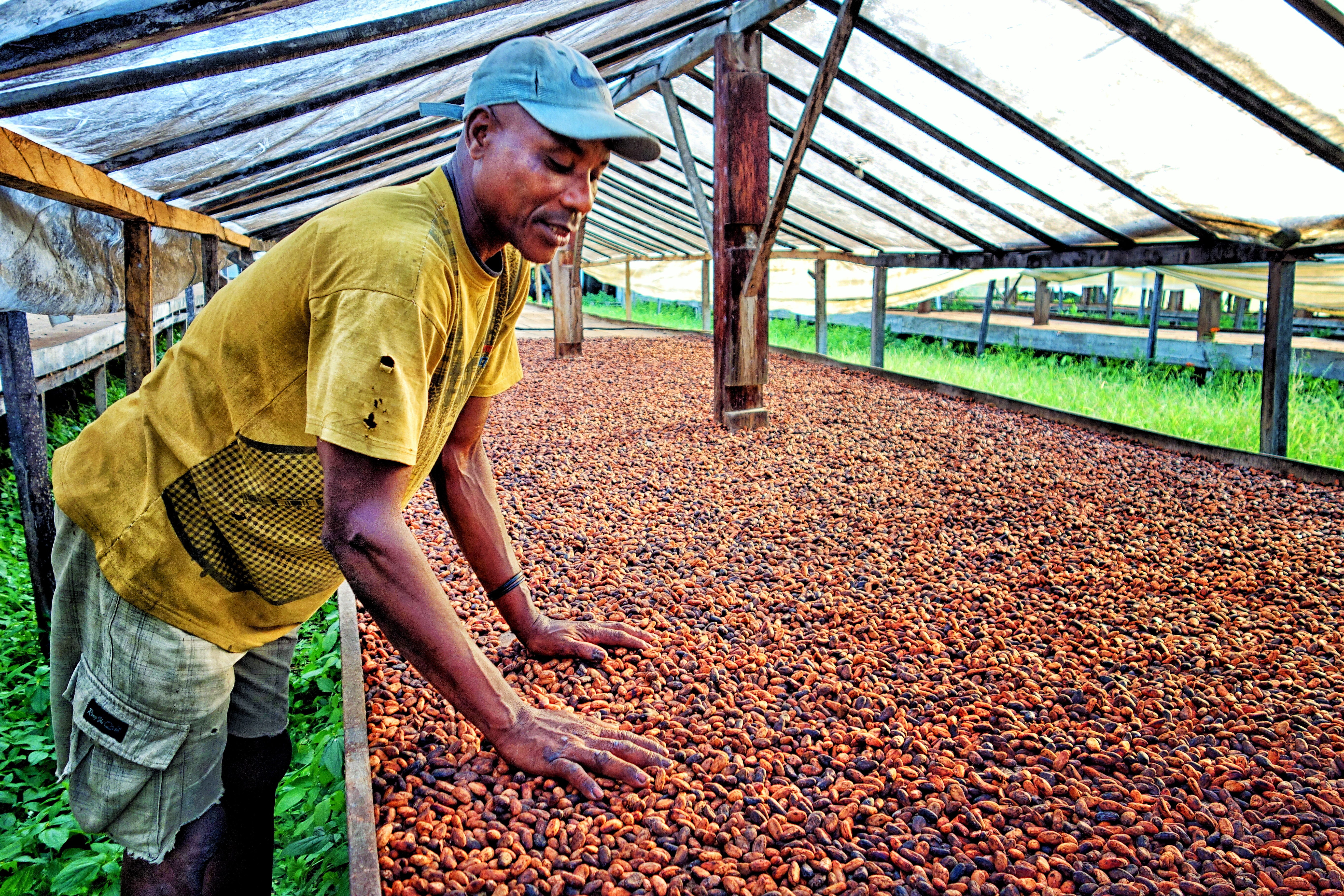
Agricultor de café em São Tomé e Príncipe.

O setor energético de São Tomé e Príncipe tem sido um dos principais beneficiários do financiamento climático, com investimentos significativos voltados para a transição energética e a redução da dependência de combustíveis fósseis. O governo estabeleceu metas ambiciosas, comprometendo-se a aumentar a quota de energias renováveis no seu mix energético, passando da marca de 5%, em 2022, para 50% até 2030, conforme delineado no Plano de Ação Nacional das Energias Renováveis (PANER) e no Plano de Ação Nacional de Eficiência Energética (PANEE), na qual se insere a instalação da primeira central híbrida solar‑gasóleo e do primeiro conjunto de centrais solares integradas no arquipélago na Central Térmica a Gasóleo de Santo Amaro, cuja capacidade em junho de 2025 ultrapassava os 1,7 MW. Estão também previstos investimentos na reabilitação de centrais hidroelétricas, como a do Rio Papagaio na ilha do Príncipe, inaugurada em 1993 pelo primeiro ministro português, Aníbal Cavaco Silva, no âmbito da cooperação com Portugal, mas que nunca chegou a funcionar devido a problemas técnicos com a captação de água, sendo rapidamente engolida pela floresta. Esta central foi reabilitada em novembro de 2008 pela construtora portuguesa Soares da Costa, passando a produzir 80 kW, reduzindo a dependência da Ilha do Príncipe da central térmica a gasóleo de 400 kWs para 320 kWs, com um investimento privado de 150 mil euros suportados pela construtora portuguesa, em consórcio com a Empresa de Água e Eletricidade de São Tomé (EMAE).
Na agricultura, programas como o PAPAFPA têm apoiado a agricultura familiar e comercial, promovendo práticas agrícolas sustentáveis e adaptadas às condições climáticas locais.
O turismo, especialmente o ecoturismo, é outro setor beneficiado, com investimentos voltados para a conservação da biodiversidade e o desenvolvimento sustentável. A Estratégia de Transição da Economia Azul enfatiza a importância de práticas turísticas sustentáveis que respeitem o meio ambiente e as comunidades locais.

## Impactos e resultados
Desde 2013, o programa Escolas Solares instalou sistemas de iluminação fotovoltaica em diversas escolas rurais, contribuindo para a melhoria das condições de ensino e para o desenvolvimento de um mercado local de serviços solares.
A implementação de projetos de energia renovável, como a central fotovoltaica de Santo Amaro com capacidade de 540 kWp, contribuiu para diversificar a matriz energética e reduzir a dependência de combustíveis fósseis.
Em 2025, a Agência Fiduciária de Administração de Projectos (AFAP) conduziu o Estudo de Impacto Ambiental e Social para o previsto Parque Solar de Água Casada, no distrito de Lobata, sinalizando a continuação do planeamento de grandes infraestruturas de energia limpa no país.

## Críticas e controvérsias
Há preocupações sobre a transparência na gestão dos fundos climáticos em São Tomé e Príncipe. Em resposta, o país anunciou a implementação de um Sistema Nacional de Transparência Climática, com apoio do PNUD e financiamento do Fundo Global para o Meio Ambiente.
A distribuição geográfica do financiamento climático também é motivo de crítica. São Tomé e Príncipe, como Pequeno Estado Insular em Desenvolvimento (PEID), recebe uma parcela mínima dos fundos, apesar de ser altamente vulnerável aos impactos das mudanças climáticas.
Em resposta às críticas, o governo de São Tomé e Príncipe pretende propor, na COP30, a adoção do mecanismo de troca de dívida por natureza, visando aliviar o endividamento e aumentar os recursos para ações climáticas.

## Perspetivas futuras
São Tomé e Príncipe tem delineado estratégias para fortalecer o financiamento climático, visando o desenvolvimento sustentável e a resiliência ambiental. Uma das iniciativas centrais é o Conservation Trust Fund (CTF), apresentado pelo presidente Carlos Vila Nova na Cúpula do Futuro em 2024. O CTF busca reposicionar a natureza como um ativo económico estratégico, apoiando a economia azul e o ecoturismo, com financiamento proveniente de investidores e filantropia, além de facilitar trocas de dívida por adaptação climática.
Em março de 2024, o país sediou a 1ª Conferência Internacional sobre Biodiversidade, com apoio da ONU e do Banco Africano de Desenvolvimento, visando atrair e aprimorar financiamentos para setores ligados à biodiversidade. Durante o evento, o primeiro-ministro Patrice Trovoada destacou a importância de abordagens integradas que reconciliem objetivos ambientais e desenvolvimento econômico.
Em agosto de 2024, foi anunciado que São Tomé e Príncipe será beneficiário do Fundo Azul da Bacia do Congo, com oito projetos elegíveis focados na preservação do ecossistema e da biodiversidade. Esses projetos visam apoiar ações climáticas e serão financiados por parceiros como o Banco Mundial.
Como avanços no setor energético, o Plano de Energias Renováveis e Eficiência Energética de 2020 definiu a meta de elevar para 50% a participação de fontes renováveis na matriz elétrica até 2030, apoiado por estudos de viabilidade elaborados pela Associação Lusófona de Energias Renováveis (ALER) e pelo Ministério das Obras Públicas.

## Nota
1. ↑  O Índice de Adaptação Global de Notre Dame, ou ND-GAIN, classifica o desempenho de adaptação climática de 177 países nos últimos 17 anos.[1]
2. ↑  O O Instituto Marquês de Valle Flôr (IMVF) é uma organização não-governamental para o desenvolvimento (ONGD) baseada em Portugal mas que assiste todos os países da CPLP.[15]